# Bolesław Dąbrowski (komunista)
Bolesław Dąbrowski pseud. Jerzy (ur. 13 sierpnia 1886 w Cisie, zm. 24 września 1965 w Warszawie) – polski działacz komunistyczny i związkowy.

## Życiorys

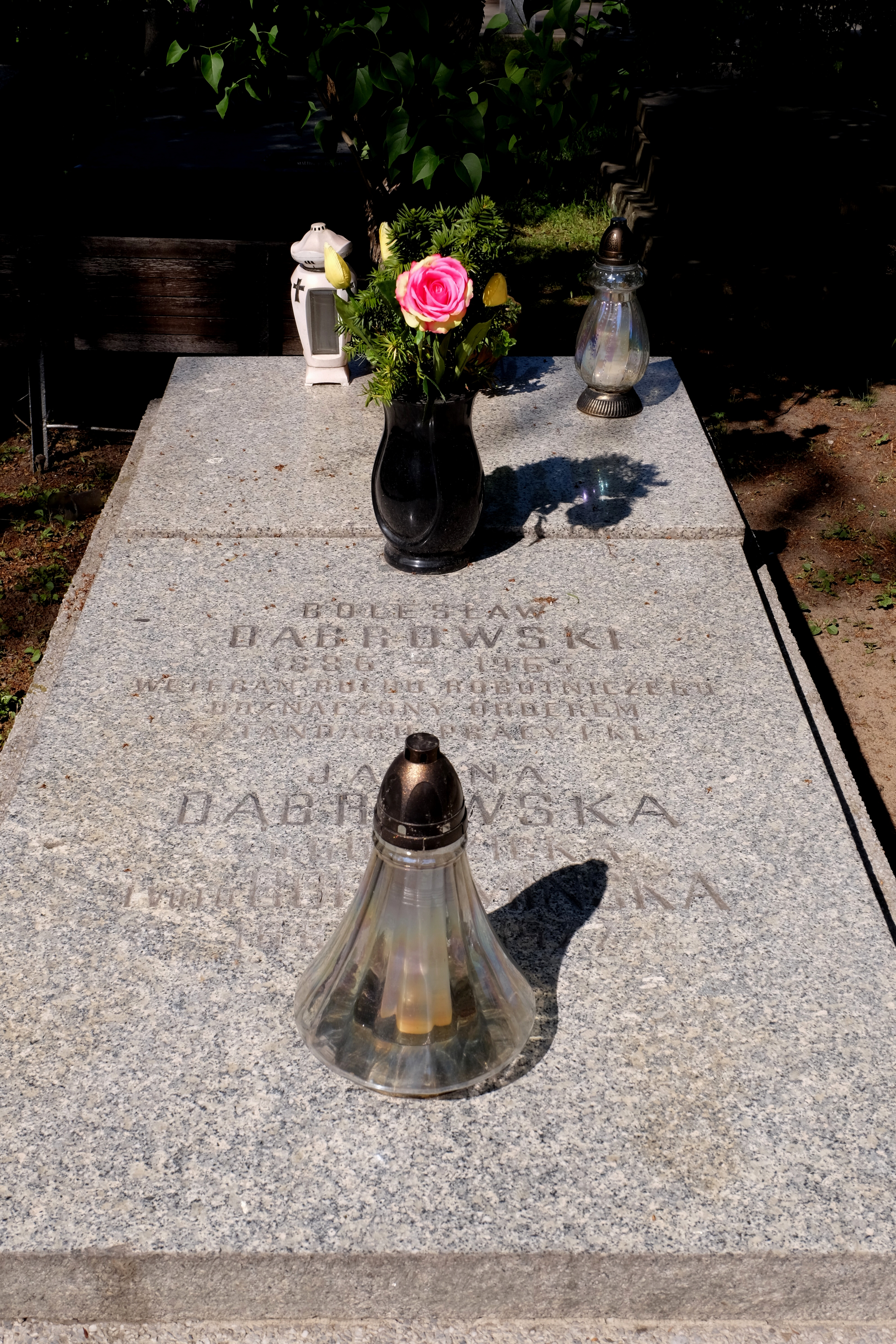
Grób Bolesława Dąbrowskiego na Cmentarzu Wojskowym na Powązkach w Warszawiei

Skończył 2 klasy szkoły rzemieślniczej i został stolarzem w Warszawie, od 1903 w SDKPiL, na krótko aresztowany za udział w pierwszomajowej demonstracji robotniczej. Od 1905 w Drużynie Bojowej SDKPiL, tworzył drużyny w Sobieniu k. Garwolina, a 1906/1907 organizował tam pomoc dla robotników zlokautowanych łódzkich fabryk. Od 1906 działacz Socjaldemokratycznego Związku Zawodowego Robotników Przemysłu Drzewnego, w grudniu 1911 brał udział w jego odbudowywaniu. Współorganizator dużego strajku stolarzy w Warszawie w końcu sierpnia 1912. Po rozłamie w SDKPiL działacz frakcji „rozłamowców”, aktywny w latach I wojny światowej. Brał udział w pierwszej demonstracji antywojennej w 1914 i starciu z Kozakami przy ul. Dworkowej. W 1915 współorganizował kuchnię robotniczą przy fabryce „Buffalo”, od 1916 redaktor odpowiedzialny tygodnika rozłamowców SDKPiL „Nasza Trybuna”. 30 X - 4 XI 1916 w Warszawie był delegatem rozłamowców na ogólnokrajową konferencję zjednoczeniową SDKPiL. Od 1917 członek Komitetu Warszawskiego SDKPiL, 16 XII 1918 jako przedstawiciel warszawskiej organizacji SDKPiL brał udział w Zjeździe Zjednoczeniowym SDKPiL i PPS-Lewicy – I Zjeździe KPRP. W 1919 redaktor odpowiedzialny pisma KPRP „Przełom”. Stolarzem i działaczem Związku Zawodowego Robotników Przemysłu Drzewnego był do 1935, kiedy podjął pracę w wytwórni filmowej „Sfinks” i wstąpił do Związku Zawodowego Pracowników Branży Kinematograficznej. IX 1939 brał udział w cywilnej obronie Warszawy, 1939–1944 pracownik firmy stolarskiej „Nawrocki i Piotrowski” w Warszawie. Od 1942 członek PPR, kolporter jej prasy. Po powstaniu warszawskim do marca 1945 był w Starachowicach, potem wrócił do Warszawy, gdzie organizował sekcję stolarzy przy Związku Zawodowym Robotników i Pracowników Przemysłu Budowlanego, Ceramicznego i Pokrewnych Zawodów w Polsce. W grudniu 1945 współorganizator Związku Zawodowego Pracowników Leśnych i Przemysłu Drzewnego RP; do 1948 instruktor, a od 1950 przewodniczący oddziału warszawskiego tego związku. W latach 1945–1946 pracownik Społecznego Przedsiębiorstwa Budowlanego, od września 1950 stolarz meblowy w Spółdzielni Pracy „Ogniwo Spółdzielcze”, członek zarządu tej spółdzielni i II sekretarz POP PZPR. Był odznaczony Orderem Sztandaru Pracy I klasy. Został pochowany na Cmentarzu Komunalnym na Powązkach (kwatera B2-5-7).